# ドベルド・デル・ラーゴ
ドベルド・デル・ラーゴ（伊: Doberdò del Lago ; スロベニア語: Doberdob）は、イタリア共和国フリウリ＝ヴェネツィア・ジュリア州ゴリツィア県にある、人口約1,300人の基礎自治体（コムーネ）。

## 地理

### 位置・広がり
ゴリツィア県東部のコムーネで、州都トリエステからは北西に約28km、県都ゴリツィアからは南西に約12km、モンファルコーネから北へ約4kmに位置する。コムーネの東はスロベニア国境であり、ミレン＝コスタニェヴィツァ市の中心地スタニェヴィツァ・ナ・クラス (Kostanjevica na Krasu) は東に約8kmの距離に位置する
。

#### 隣接コムーネ
隣接するコムーネは以下の通り。括弧内のSLOはスロベニア領、TSはトリエステ県所属を示す。
- サグラード - 北
- サヴォーニャ・ディゾンツォ - 北東
- ミレン＝コスタニェヴィツァ (Merna-Castagnevizza) (SLO) - 東
- コメン (Comeno) (SLO) - 南東
- ドゥイーノ＝アウリジーナ (TS) - 南東
- モンファルコーネ - 南
- ロンキ・デイ・レジョナーリ - 南西
- フォリアーノ・レディプーリア - 西

### 地勢・地形
スロベニアとイタリアにまたがって広がるカルソ台地（カルスト台地）西部にあり、カルスト地形が広がっている。
コムーネの東部には、南北に峡谷が走っている。単に「ドル」（Dol、スロベニア語で「谷」を意味する）と呼ばれるこの谷は、イゾンツォ川流域のヴィパッツォ谷 (it:Valle del Vipacco) ・ゴリシュカ地方 (Goriška) とアドリア海を最短距離で結んでおり、ゴリツィアとトリエステを結ぶ主要道路（SS55）が走っている。戦略上重要な地点として、古来争奪の舞台ともなった。
ドル谷の西側のカルソ台地をドベルド・カルスト（イタリア語: Carso di Doberdò / スロベニア語: Doberdobski Kras）と区分することがあり、同様に東側に広がる台地をトリエステ・コメン・カルスト（Tržaško-komenski Kras）とも言う。コムーネの大部分はドベルド・カルスト台地上にある。トリエステ・コメン・カルスト上にはスロベニアとの国境が走っており、地形はスロベニア領に続いている。
台地の南側にはポリエが広がっている。ドリーネには地下水面が上昇するとドベルド湖 (it:Lago di Doberdò) と呼ばれる湖が現れる。ドベルド湖周辺は自然保護区 (it:Riserva naturale dei Laghi di Doberdò e Pietrarossa) に指定されている。

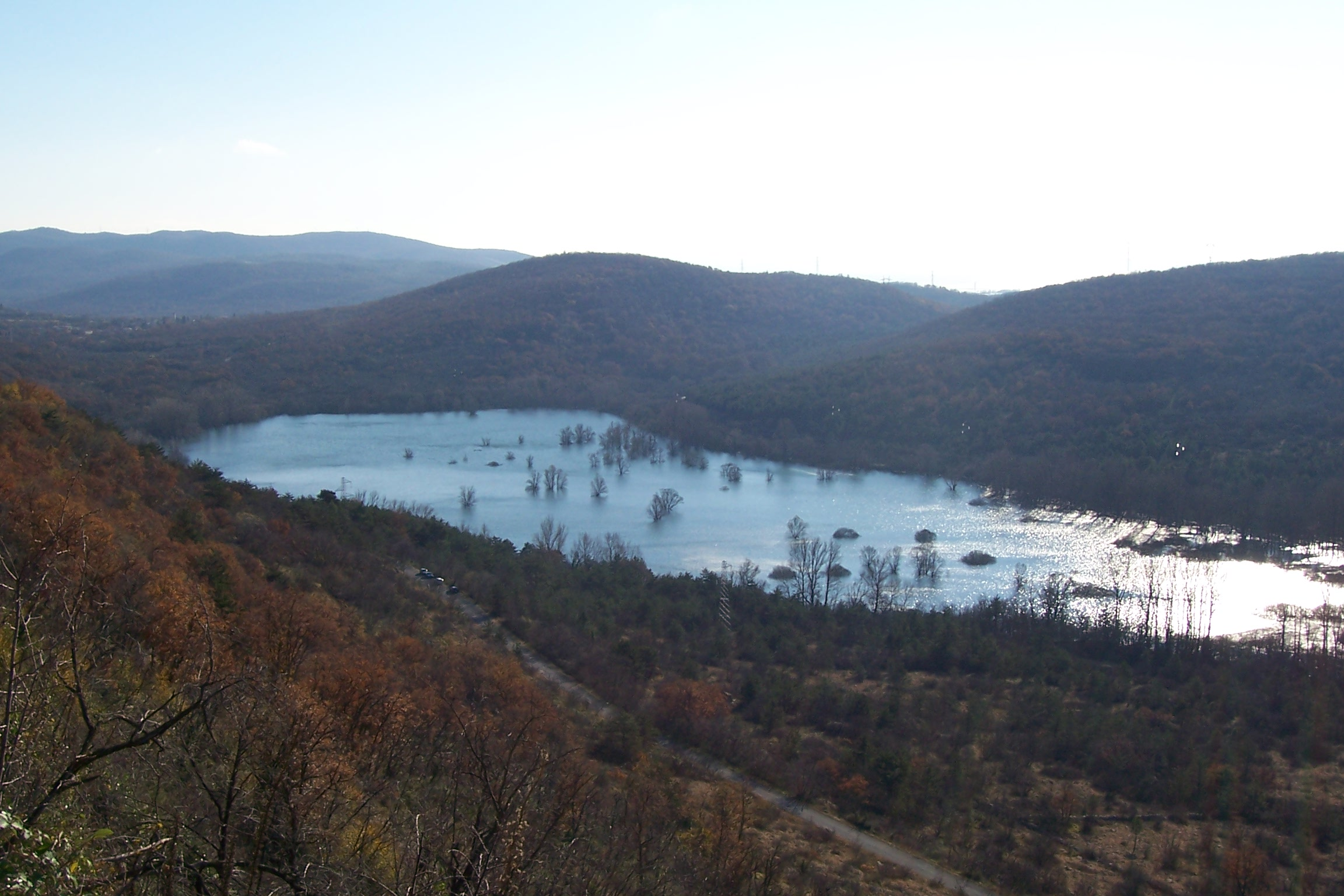
ドベルド湖
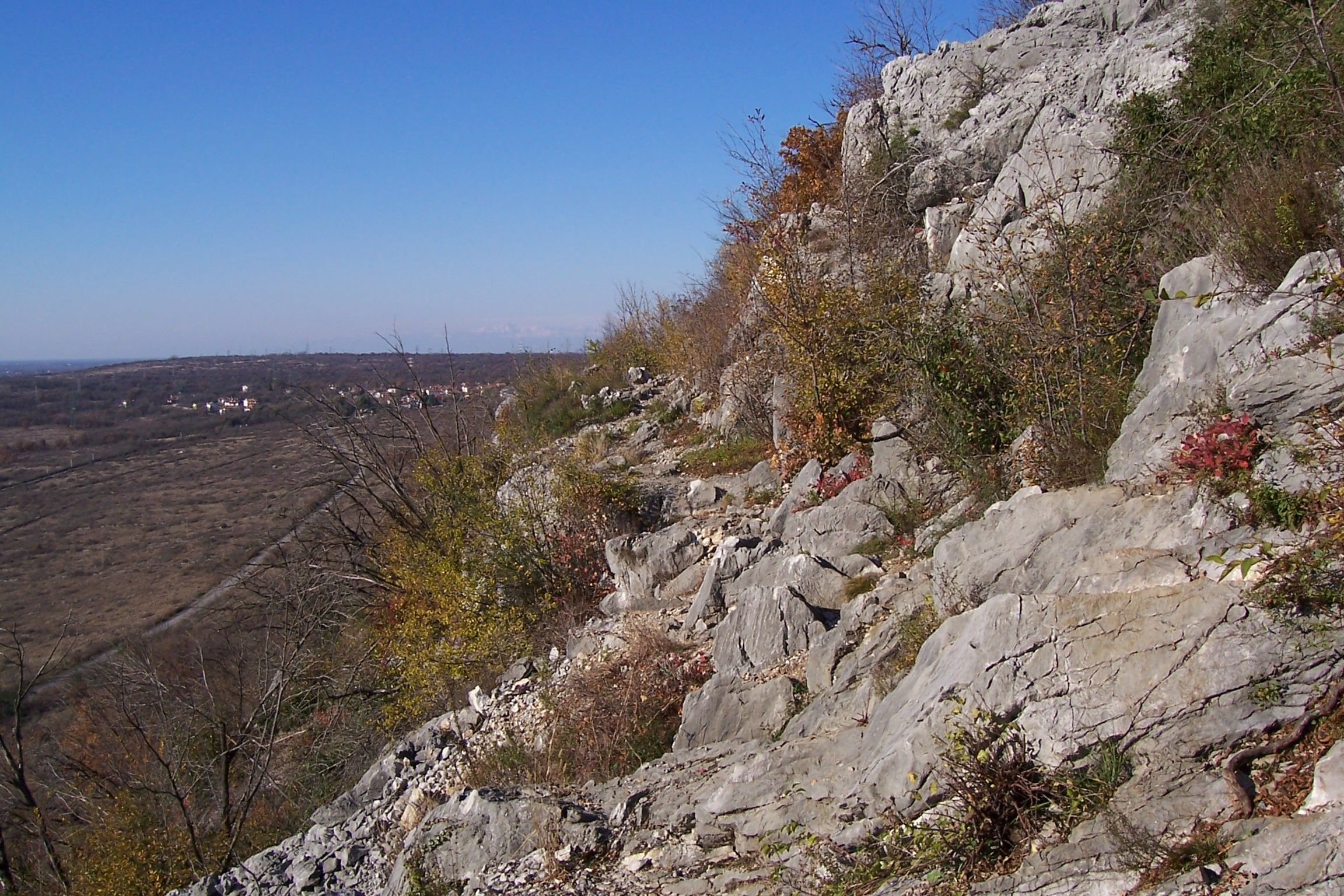
カルソの景観

### 気候分類・地震分類
ドベルド・デル・ラーゴにおけるイタリアの気候分類 (it) および度日は、zona E, 2365 GGである。
また、イタリアの地震リスク階級 (it) では、zona 3 (sismicità bassa) に分類される。

### 主要な集落
ドベルド・デル・ラーゴ（Doberdò del Lago）の本村はコムーネの西北部に位置する。ドベルド・カルスト台地上の村である。マルコッティーニ（Marcottini）は本村の北東約2kmに位置する。
ドル谷の中にはパルキシェ（Palchisce）などいくつかの集落がある。ジャミアノ（Jamiano）は本村から約4km離れたコムーネの東南部、ドル谷南部に位置する集落で、モンファルコーネやサン・ジョヴァンニ（ドゥイーノ＝アウリジーナの一部）といった海沿いの都市に近い。

## 歴史

### 中世
現在のスロベニア人の祖先となったスラブ系の人々は、7世紀頃にカルソ台地に暮らすようになったと考えられている。中世、カルソ台地はランゴバルド王国やフランク王国、アクイレイア総大司教領などを経て、15世紀にはゴリツィア伯国の統治下に入った。
村が最初に文書に登場するのは1179年のことで、そこには Dobradan と記されている。これはおそらくスロベニア語の地名 Doberdob（「オークの良木」を意味する） の誤記である。
ドベルドは、ゴリツィア伯国の他の地域とともに1500年にハプスブルク家の所領となり、以後400年間ハプスブルク君主国（オーストリア帝国）領となった。

### 20世紀以降

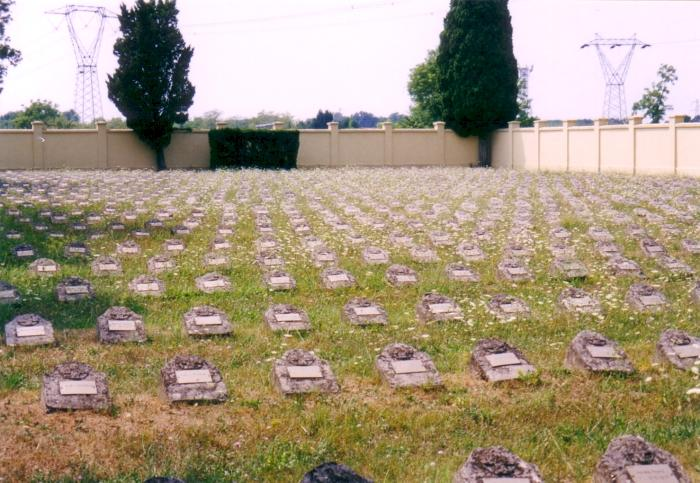
オーストリア・ハンガリー軍兵士の墓地

第一次世界大戦において、イゾンツォ川一帯は、「未回収のイタリア」の回収を目指すイタリア王国と、オーストリア＝ハンガリー帝国の激しい戦いの舞台となった（イゾンツォの戦い）。ドベルドの村はこの中で完全に破壊され、村の住民の1/5以上が命を落とした。とくに、第六次イゾンツォの戦いの一部であるドベルドの戦い (Battle of Doberdò) の舞台として知られている。
第一次世界大戦後、一帯はイタリア王国に割譲された。ドベルドはトリエステ県に編入され、ファシスト政権下でイタリア化政策を受けた。
第二次世界大戦中の1942年末、この地域では共産党員が主導するスロベニア人民解放戦線 (Liberation Front of the Slovenian People) が、反ファシズムの抵抗活動を行うようになり、多くの住民がユーゴスラビアのパルチザンの一員として戦い、斃れることになった。1945年5月1日、村はユーゴスラビア人民軍 (Yugoslav People's Army) によって解放されたが、その後ユーゴ軍は撤退し、代わってイギリス・アメリカ連合軍が進駐した。1947年、イタリアの統治下に復帰し、ゴリツィア県に属することとなった。

## 行政

### 分離集落
ドベルド・デル・ラーゴには、以下の分離集落（フラツィオーネ）がある。
- Devetachi, Jamiano, Marcottini, Visintini, Parkisce, Fabbrici, Micoli, Issari, Ferletti, Bonetti, Berne [7]

## 社会

### 民族
村の人口の多くは、民族的なスロベニア人である。村には国営の幼稚園や初等学校・高等学校があり、スロベニア語による教育を行っている。

### 政治
1950年代から80年代にかけて、村はイタリア共産党の票田のひとつとして知られた。イタリア共産党はスロベニア系マイノリティの左派政党・スロヴェーヌ連合 (Slovene Union) の支援を受けていた。1990年代以降も選挙の際には左翼系政党の支持が高い。

### 人口

#### 居住地区別人口
国立統計研究所（ISTAT）は居住地区（Località abitata）別の人口として以下を掲げている。統計は2001年時点。
| 地区名                | 標高  | 人口  | 備考                                       |
| --------------------- | ----- | ----- | ------------------------------------------ |
| DOBERDÒ DEL LAGO      | 1/236 | 1,410 |                                            |
| DOBERDÒ DEL LAGO *    | 92    | 802   |                                            |
| JAMIANO               | 45    | 273   |                                            |
| MARCOTTINI            | 110   | 135   |                                            |
| PALCHISCE             | 60    | 46    |                                            |
| Berne                 | 59    | 16    |                                            |
| Bonetti               | 90    | 22    |                                            |
| Devetachi             | 66    | 18    |                                            |
| Ferletti              | 86    | 17    |                                            |
| Micoli                | 41    | 29    |                                            |
| Sablici               | 50    | 17    |                                            |
| Visintini             | 35    | 23    |                                            |
| Case Sparse           | -     | 12    |                                            |
| Dosso Giulio          | 1/150 | -     | ドゥイーノ＝アウリジーナとの境界未画定地域 |
| San Giovanni di Duino | 18    | -     | ドゥイーノ＝アウリジーナとの境界未画定地区 |
| Case Sparse           | -     | -     |                                            |
| Lago di Doberdò       | 6     | -     | 湖                                         |

ISTATは人口統計上、家屋密度の高い centro abitato （居住の中心地区）、密度の低い nucleo abitato （居住の核となる地区）、まとまった居住地区を形成していない case sparse （散在家屋）の区分を用いている。上の表で地名がすべて大文字で示されているものが centro abitato である。「*」印が付されているのは、コムーネの役場・役所 la casa comunale の置かれている地区である。

## 交通

### 道路
国道
- SS55 (it:Strada statale 55 dell'Isonzo)

## 文化・観光・施設

### 第一次世界大戦の戦跡

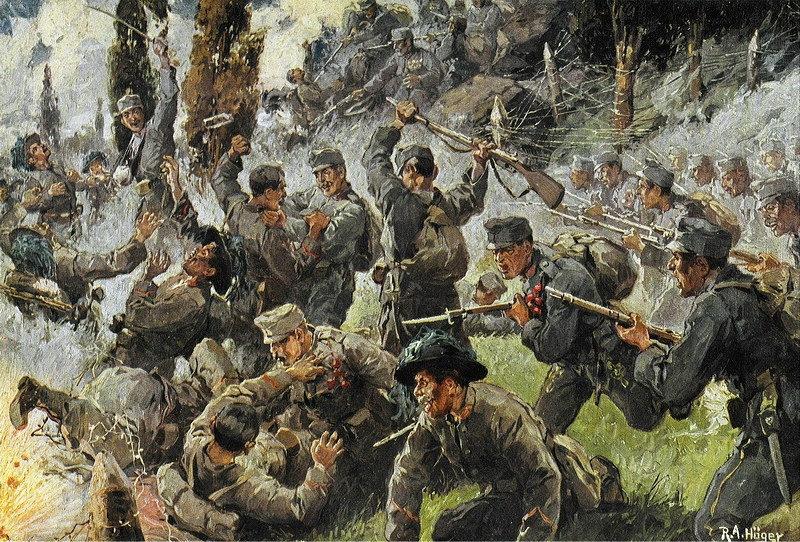
ドベルドの戦いを描いた絵画。R.A. Höger 画

スロベニア人の住民の多くは、オーストリア軍に参加してイタリア軍と戦った。村の名を読み込んだ軍歌 Doberdob は、スロベニア人の間で広く歌われ、この村の名を有名なものにした。
1940年、スロベニア人作家 Prežihov Voranc  (Prežihov Voranc) は、第一次大戦におけるスロベニア人兵士を描いた小説 Doberdob を著し、この作品は非常に有名になった。それとともにこの村の名は、第一次大戦におけるスロベニア人の犠牲の象徴として知られるようになった。
またこの村の名は、ハンガリー人の犠牲を象徴するものでもある。ハンガリー人の間でも、Doberdó という名の軍歌が広く歌われた。2009年にはVisintini / Vižintini の集落にハンガリー人犠牲者を記憶する礼拝堂が建立された。碑銘には、イタリア語・マジャール語・スロベニア語の3言語が用いられている。

## 姉妹都市
- (Prvačina) （スロベニア）

1977年より。ノヴァ・ゴリツァ市の一部。
- ブレッド（スロベニア）

1998年より